# International Challenge of Champions

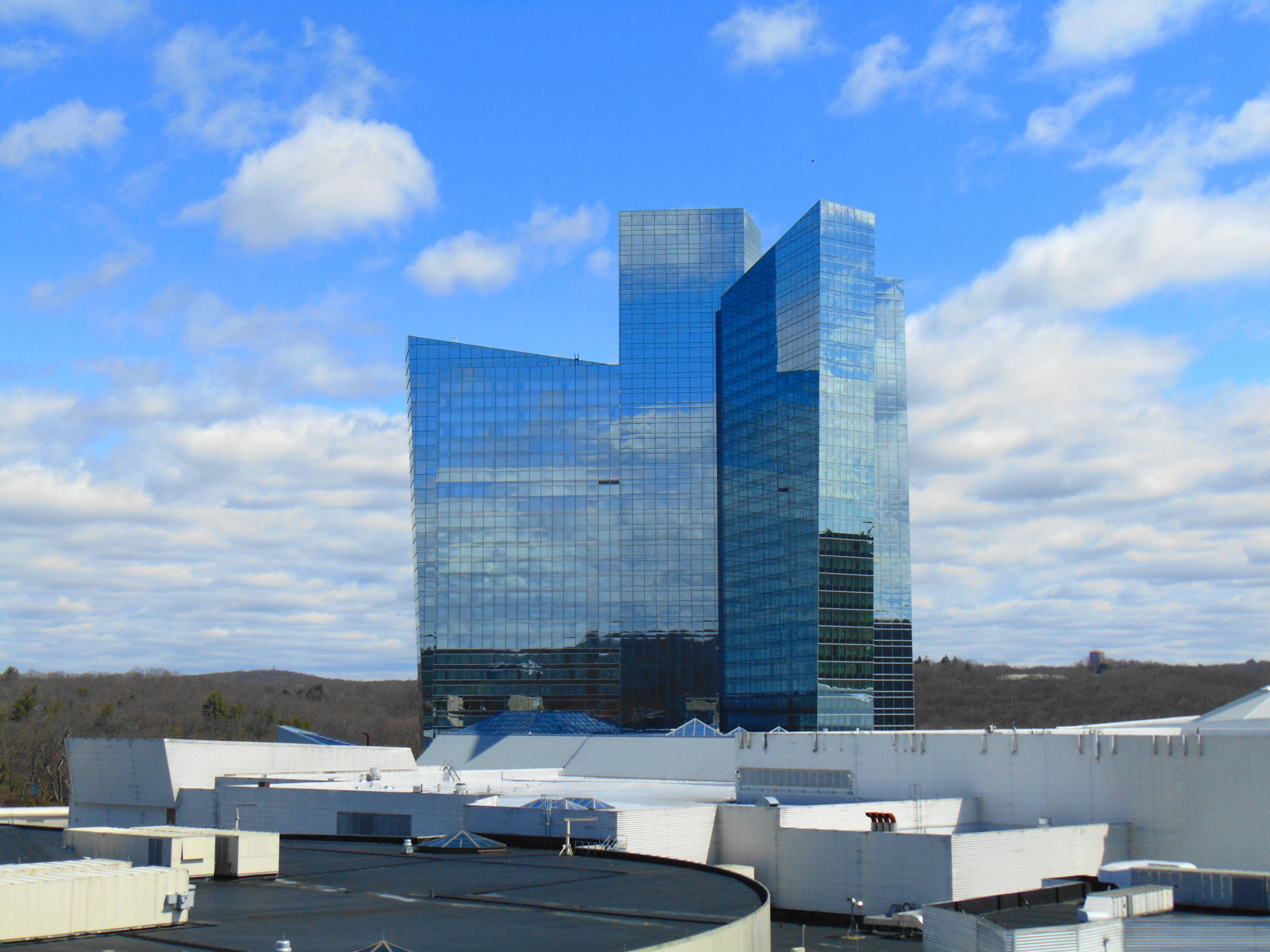
Het Mohegan Sun casino

De International Challenge of Champions is een jaarlijks 9-ball-toernooi georganiseerd door het Mohegan Sun casino in Connecticut. Het wordt gehouden sinds 1991 en is daarmee het op-één-na langstbestaande pool-toernooi in de Verenigde Staten, na het US Open Nine-ball Championship.
Niels Feijen was in 2007 de eerste Nederlander die de titel Champion of Champions en de daarbij behorende $50.000,- won. De andere deelnemers kregen niets, want de gehele prijzenpot gaat altijd naar de winnaar bij de International Challenge of Champions.

## Toernooiformat
Op de International Challenge of Champions komen acht spelers op uitnodiging uit tegen elkaar in een knock-outsysteem. Iedere partij bestaat uit twee sets, waar één set bestaat uit vijf gewonnen racks. Een speler moet beide sets winnen om door te gaan naar de volgende ronde. Als in één wedstrijd beide spelers één set winnen, dan volgt één beslissend rack.
Anders dan in de meeste andere 9-ball toernooien mag de '9-ball' (de witte bal met gele streep) niet tijdens de afstoot gepot worden. Tevens geldt er een regel dat elke stoot binnen dertig seconden uitgevoerd moet worden, wat met een shotclock bijgehouden wordt. Iedere speler mag één verlenging van die tijd per rack aanvragen. Tijdsoverschrijding wordt bestraft met een verlies van de beurt en een vrije bal voor de tegenstander.

## Toernooiwinnaars
| Year | Winner               |
| ---- | -------------------- |
| 1991 | Mike Lebrón          |
| 1992 | Buddy Hall           |
| 1993 | Allen Hopkins        |
| 1994 | Nick Varner          |
| 1995 | Chao Fong-pang       |
| 1996 | Ralf Souquet         |
| 1997 | Oliver Ortmann       |
| 1998 | Lee Kun-fang         |
| 1999 | Francisco Bustamante |
| 2000 | Oliver Ortmann       |
| 2001 | Chao Fong-pang       |
| 2002 | Efren Reyes          |
| 2003 | Francisco Bustamante |
| 2004 | Thomas Engert        |
| 2005 | Chao Fong-pang       |
| 2006 | Johnny Archer        |
| 2007 | Niels Feijen         |
| 2008 | Fu Jian-bo           |
| 2009 | Mika Immonen         |
| 2010 | Mika Immonen         |
| 2011 | Darren Appleton      |
| 2012 | Darren Appleton      |
| 2014 | Thorsten Hohmann     |
| 2015 | Shane Van Boening    |